# Chiesa dei Santi Gerolamo e Francesco Saverio
La ex chiesa dei Santi Gerolamo e Francesco Saverio è un edificio del centro storico di Genova, un tempo adibito a uso religioso.
Noto anche come chiesa del Collegio dei Gesuiti di Genova, in epoca moderna è stata sede fino al 2014 di una sezione della biblioteca dell'Università di Genova.

## Storia e descrizione

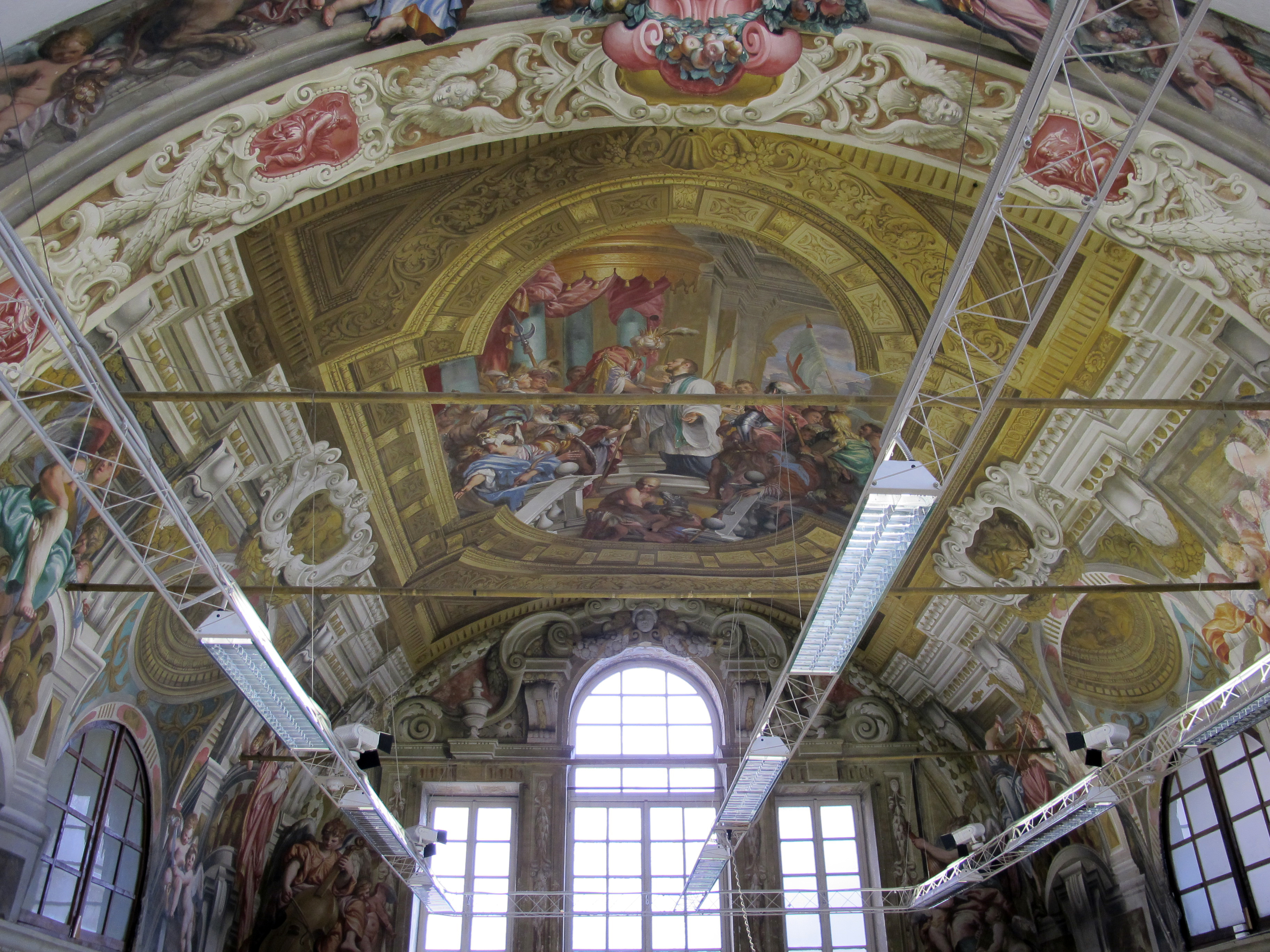
Gli affreschi di Domenico Piola sulla volta.

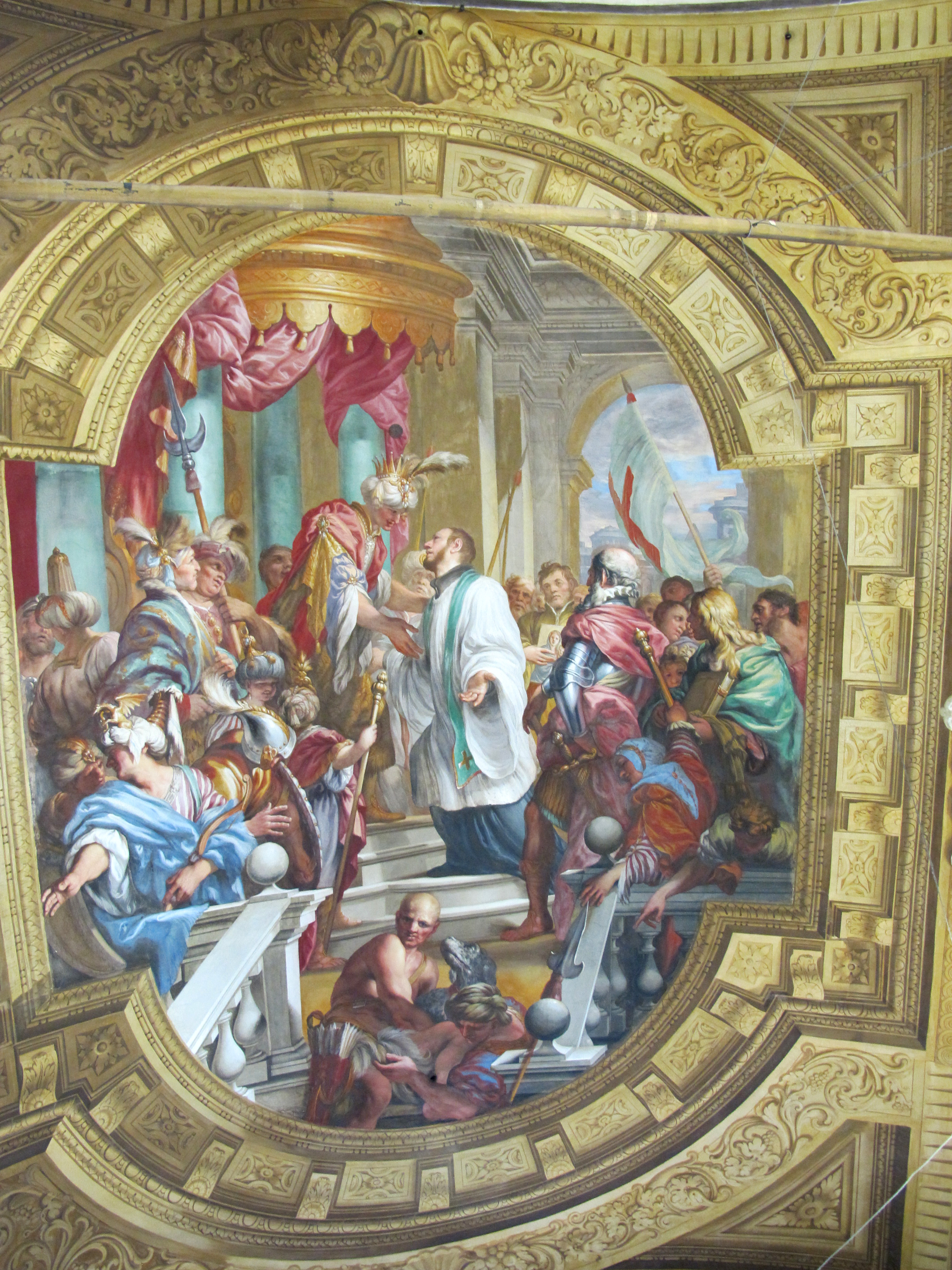
Incontro fra Francesco Saverio e il Re del Bongo.

L'ex chiesa del Collegio dei Gesuiti fu edificata tra il 1650 e il 1658 da Pietro Antonio Corradi forse su un originario progetto del suo già scomparso maestro Bartolomeo Bianco e sotto la supervisione del rettore del collegio padre Orazio Grassi; a navata unica e quattro cappelle laterali, oggi ospita una parte della biblioteca universitaria.
La decorazione degli interni fu iniziata a partire dal 1666. L'unica zona oggi visibile al pubblico è quella del coro, affrescata da Domenico Piola con la collaborazione del quadraturista bolognese Paolo Brozzi; chi accede al salone di lettura ha la possibilità di godere di una visione molto ravvicinata degli affreschi, così come normalmente capita soltanto ai restauratori mentre lavorano sulle impalcature. Se l'effetto d'insieme del ciclo pittorico della chiesa è assai difficile da cogliere in tali condizioni, rimane comunque molto chiaro l'intento celebrativo, attento sia alla magnificenza del committente - Francesco Maria Balbi, figlio di Giacomo - sia al programma religioso della Compagnia di Gesù.
L'arco trionfale, posto in fondo alla chiesa, reca lo stemma della famiglia Balbi, sorretto e circondato da figure allegoriche (Magnanimità, Pietà, Vera Religione Cristiana e Bontà); al di sotto dell'arco si trovano quattro figure a monocromo, probabilmente i profeti maggiori (Isaia, Geremia, Ezechiele e Daniele). Sulla volta al centro del coro è rappresentato L'incontro di san Francesco Saverio col re del Bongo, secondo la versione di Daniello Bartoli, storico della Compagnia di Gesù; nella realtà il santo incontrò l'attendente dello Shōgun del Bungo (Giappone). Il dipinto mostra il funzionario imperiale nell'atto di tendere con un inchino le mani a San Francesco Saverio, mentre il bonzo - che incarna la "falsa" religione - viene allontanato; i dignitari di corte, sulla sinistra, fronteggiano i compagni del santo, guidati dal portoghese Odoardo Gama. L'episodio ebbe grande fortuna nell'agiografia gesuitica, poiché ben si prestava a simboleggiare la politica di evangelizzazione perseguita accanitamente dalla Compagnia.
Al di sotto dell'affresco centrale uno stuolo di angeli riprende l'iconografia del concerto celeste, a rafforzare l'intento miracolistico della descrizione. La parete centrale sotto la volta è occupata dalle raffigurazioni di Fede cattolica, Sapienza divina, Carità e Fama buona, la cui presenza ribadisce il ruolo missionario della Compagnia di Gesù; sulle pareti laterali sono dipinti i dottori della Chiesa, inseriti in false architetture.